# Сејл Крик (Тенеси)
Сејл Крик (енгл. Sale Creek) насељено је место без административног статуса у америчкој савезној држави Тенеси.

## Демографија
По попису из 2010. године број становника је 2.845.
| Група             | 2000.    | 2010.         |
| Белци             | 0 (0,0%) | 2.749 (96,6%) |
| Афроамериканци    | 0 (0,0%) | 18 (0,6%)     |
| Азијати           | 0 (0,0%) | 9 (0,3%)      |
| Хиспаноамериканци | 0 (0,0%) | 28 (1,0%)     |
| Укупно            | 0        | 2.845         |